# バレーボール・ワールドグランプリ
FIVBバレーボール・ワールドグランプリ（英語: FIVB Volleyball World Grand Prix）は、国際バレーボール連盟主催の大陸のランキング上位チームの女子ナショナルチームによる国際公式戦である。
男子部門大会であるワールドリーグを参考として1993年に創設された大会であり、女子バレーボール選手の国際経験の充実化と、テレビ放送によるバレーボールの普及・振興を目的としている。開始当初はユニリーバ社が冠協賛し、「LUX CUP ワールドグランプリ」として行われていた。
毎年夏季（7月から8月頃）に世界のバレーボール強豪32（2010年までは12、2011・2012年は16・2013年は20・2014・2015・2016年は28）チームが参加して、主にアジア地区を会場に試合が行われる。
大会は「予選ラウンド」と「決勝ラウンド」の2部構成である。
2018年からはバレーボールネーションズリーグに模様替えするため、2017年大会を以て終了となった。

## 2014年の競技方式
28チーム。
予選ラウンド
予選ラウンドは28チームを実力別に、上位12チームによる「プールA～I」と、中位8チームによる「プールJ～O」、下位8チームによる「プールP～S」の3組に分ける。
- 「グループA～I」は12か国をさらに4チームずつ3組（開催地3か国・3都市）に分け、それぞれ1回ずつの総当たりを3週間にわたり行う。決勝大会への進出はホスト国（日本）を除く全9試合終了時の上位4チームとする。（日本は無条件で決勝大会進出）
- 「プールJ～O」は8か国をさらに4チームずつ2組（開催都市2か国・2都市）に分け、それぞれ1回ずつの総当たりを3週間にわたり行い、全日程終了後「ファイナル4」を行う。ファイナル4はホスト国のポーランド、およびそれ以外は全9試合終了時の上位3チームによりトーナメントを行い、優勝チームが決勝大会進出。
- 「プールP～S」は8か国をさらに4チームずつ2組（開催都市2か国・2都市）に分け、それぞれ1回ずつの総当たりを2週間にわたり行い、全日程終了後「ファイナル4」を行う。ファイナル4はホスト国のブルガリア、およびそれ以外は全6試合終了時の上位3チームによりトーナメントを行う。なおプールP～Sについては成績に関係なく決勝大会の進出はできない。

※いずれも全参加国との総当たりではない。
決勝ラウンド
- 出場国　予選大会の成績により、開催国・日本と、プールA～Iのうち日本を除く上位4チーム、プールJ～Oのファイナル4優勝国を加えた6か国。
- 試合方式　6か国によって、1回戦総当たりを行い順位を決める。[3]

## 2013年の競技方式
参加チーム数は20か国で以下の通り競技が行われる。
予選ラウンド
予選ラウンドは3週間にわたって、毎週末に参加20か国を4か国ずつ5組に分けて各組の総当たり（合計9試合）をこなす。組み分けは毎週変える。各チームは9試合戦うため20チームすべてと対戦することはない。また組み合わせによって同じ国と2回対戦する場合もある
各グループごと（4か国×5組）の順位も決定するが、決勝ラウンド進出国は、決勝ラウンド開催国と予選ラウンドの成績上位5か国の6チームとなる。
決勝ラウンド
決勝ラウンド開催国と、それを除く予選ラウンド上位5か国による1回戦総当たりによって順位を決定する。

## 2012年の競技方式
参加チームは16ヶ国で以下のとおり競技が行われた。
予選ラウンド
予選ラウンドでは3週間にわたって毎週末、参加16ヶ国が4ヶ国ずつ4会場に分かれてそれぞれ総当たり戦を行う。週ごとに組み合わせを変える。各チームは9試合を戦い、自身以外の15チーム全てと対戦するのではない。また組み合わせによって同じ国と2回対戦する場合もある。
各グループごと（4カ国×4組）の順位も決定するが、決勝ラウンド進出国は決勝ラウンド開催国とそれを除く予選ラウンドの成績上位7チームの計8チーム。
決勝ラウンド
決勝ラウンド開催国と、それを除く予選ラウンド上位5か国による1回戦総当たりによって順位を決定する（2010年までの方式）。

## 2011年の競技方式
参加チームは16ヶ国で以下のとおり競技が行われた。
予選ラウンド
予選ラウンドでは3週間にわたって毎週末、参加16ヶ国が4ヶ国ずつ4会場に分かれてそれぞれ総当たり戦を行う。週ごとに組み合わせを変える。各チームは9試合を戦い、自身以外の15チーム全てと対戦するのではない。また組み合わせによって同じ国と2回対戦する場合もある。
各グループごと（4カ国×4組）の順位も決定するが、決勝ラウンド進出国は決勝ラウンド開催国とそれを除く予選ラウンドの成績上位7チームの計8チーム。
決勝ラウンド
8チーム（決勝ラウンド開催国とそれを除く予選ラウンドの上位7チーム）が出場する。予選ラウンドの成績により4チームずつ2組に別れそれぞれ総当たり戦を行う。
各組上位2チームが決勝トーナメント（準決勝）に進出。また、グループ3位のチーム同士で5位決定戦を、グループ4位のチーム同士で7位決定戦を行う。

## 2010年までの競技方式
2004年大会以降、参加チームは12チームで以下のとおり競技が行われた。
予選ラウンド
予選ラウンドでは3週間にわたって毎週末、参加12ヶ国が、4ヶ国ずつ3会場に分かれてそれぞれ総当たり戦を行う。週ごとに組み合わせを変える。各チームは9試合を戦い、自身以外の15チーム全てと対戦するのではない。また組み合わせによって同じ国と2回対戦する場合もある。
各グループごと（4カ国×3組）の順位も決定するが、決勝ラウンド進出の5カ国（開催国は無条件出場）は予選ラウンド9試合を消化した時点での成績を参考に決定する。
決勝ラウンド
決勝ラウンド開催国とそれを除く予選ラウンドの上位5チームが出場し1回戦総当たりで優勝を争う。

## ポイント制
2010年大会から、男子ワールドリーグと同様の「3-2-1ポイント制」が導入された。
以下のルールで勝点数が与えられる。
- セットカウントが「3-0」、「3-1」（第4セットまでの決着）の場合、勝者は3ポイント獲得、敗者は0ポイント。
- セットカウントが「3-2」（第5セットまで決着が持ち越されるケース）の場合、勝者は2ポイント獲得、敗者は1ポイント獲得。
- 勝点数が並んだ場合は、「勝利数」、「得点率」、「セット率」の優先順位により、最終順位を決定する。

2015年大会より、優先順位が「勝利数」-「勝点」-「セット率」-「得点率」となった。

## 歴代大会結果
- 数： 本戦の参加チーム数

| 開催年           | 数 | 決勝ラウンド開催地         | 優勝           | 準優勝         | 3位            | 4位            |
| ---------------- | -- | -------------------------- | -------------- | -------------- | -------------- | -------------- |
| 1993年（第1回）  | 8  | 香港                       | キューバ       | 中国           | ロシア         | ブラジル       |
| 1994年（第2回）  | 12 | 上海                       | ブラジル       | キューバ       | 中国           | 日本           |
| 1995年（第3回）  | 8  | 上海                       | アメリカ合衆国 | ブラジル       | キューバ       | 中国           |
| 1996年（第4回）  | 8  | 上海                       | ブラジル       | キューバ       | ロシア         | 中国           |
| 1997年（第5回）  | 8  | 神戸                       | ロシア         | キューバ       | 韓国           | 日本           |
| 1998年（第6回）  | 8  | 香港                       | ブラジル       | ロシア         | キューバ       | 中国           |
| 1999年（第7回）  | 8  | 玉渓                       | ロシア         | ブラジル       | 中国           | イタリア       |
| 2000年（第8回）  | 8  | マニラ                     | キューバ       | ロシア         | ブラジル       | 中国           |
| 2001年（第9回）  | 8  | マカオ                     | アメリカ合衆国 | 中国           | ロシア         | キューバ       |
| 2002年（第10回） | 8  | 香港                       | ロシア         | 中国           | ドイツ         | ブラジル       |
| 2003年（第11回） | 12 | アンドリア                 | 中国           | ロシア         | アメリカ合衆国 | オランダ       |
| 2004年（第12回） | 12 | レッジョ・ディ・カラブリア | ブラジル       | イタリア       | アメリカ合衆国 | キューバ       |
| 2005年（第13回） | 12 | 仙台                       | ブラジル       | イタリア       | 中国           | キューバ       |
| 2006年（第14回） | 12 | レッジョ・ディ・カラブリア | ブラジル       | ロシア         | イタリア       | キューバ       |
| 2007年（第15回） | 12 | 寧波                       | オランダ       | 中国           | イタリア       | ロシア         |
| 2008年（第16回） | 12 | 横浜                       | ブラジル       | キューバ       | イタリア       | アメリカ合衆国 |
| 2009年（第17回） | 12 | 東京                       | ブラジル       | ロシア         | ドイツ         | オランダ       |
| 2010年（第18回） | 12 | 寧波                       | アメリカ合衆国 | ブラジル       | イタリア       | 中国           |
| 2011年（第19回） | 16 | マカオ                     | アメリカ合衆国 | ブラジル       | セルビア       | ロシア         |
| 2012年（第20回） | 16 | 寧波                       | アメリカ合衆国 | ブラジル       | トルコ         | タイ           |
| 2013年（第21回） | 20 | 札幌                       | ブラジル       | 中国           | セルビア       | 日本           |
| 2014年（第22回） | 28 | 東京                       | ブラジル       | 日本           | ロシア         | トルコ         |
| 2015年（第23回） | 28 | オマハ                     | アメリカ合衆国 | ロシア         | ブラジル       | 中国           |
| 2016年（第24回） | 28 | バンコク                   | ブラジル       | アメリカ合衆国 | オランダ       | ロシア         |
| 2017年（第25回） | 32 | 南京                       | ブラジル       | イタリア       | セルビア       | 中国           |

## 放送体制
2017年時点では、Youtube（FIVBの公式アカウント）で予選ラウンドから全試合が配信されるが視聴できない地域がある。
以前はLaola1.tvのインターネットで注目試合を毎週1試合放送のほか、決勝ラウンド全試合を生中継していた。ただし日本や中東・香港など一部の地域は放映権の関係から視聴できない。

### 日本
日本では1997年以降は日本ラウンドが開催されない年はテレビ放送もなし。特に2001年以後は数年の周期で男子のバレーボール・ワールドリーグと交互にTBSテレビとフジテレビジョンが放映権を取得している。フジテレビが担当する回、なおかつ日本で行われる決勝大会についてはバレーボールワールドカップと同じように、日本戦をゴールデンタイムに地上波独占生中継（ディレイの場合や生中継の場合は延長オプションを取る場合もある）している。2014年の決勝大会は全試合「ステレオ2」による副音声でのルール解説放送などが行われる。
- 1993年～1997年NHKで放送。
- 2001年～2002年TBS系列で放送。
- 2004年～2006年フジテレビ系列で放送。
- 2007年からは2年おきにTBS系列とフジテレビ系で放送。2017年はフジテレビ系列に加え、仙台で開催される第2週目の日本戦2試合をNHKで中継する。

2017年はDAZNが第1週目のオランダ大会と第3週目の香港大会全試合を配信する。